# 落柿舎

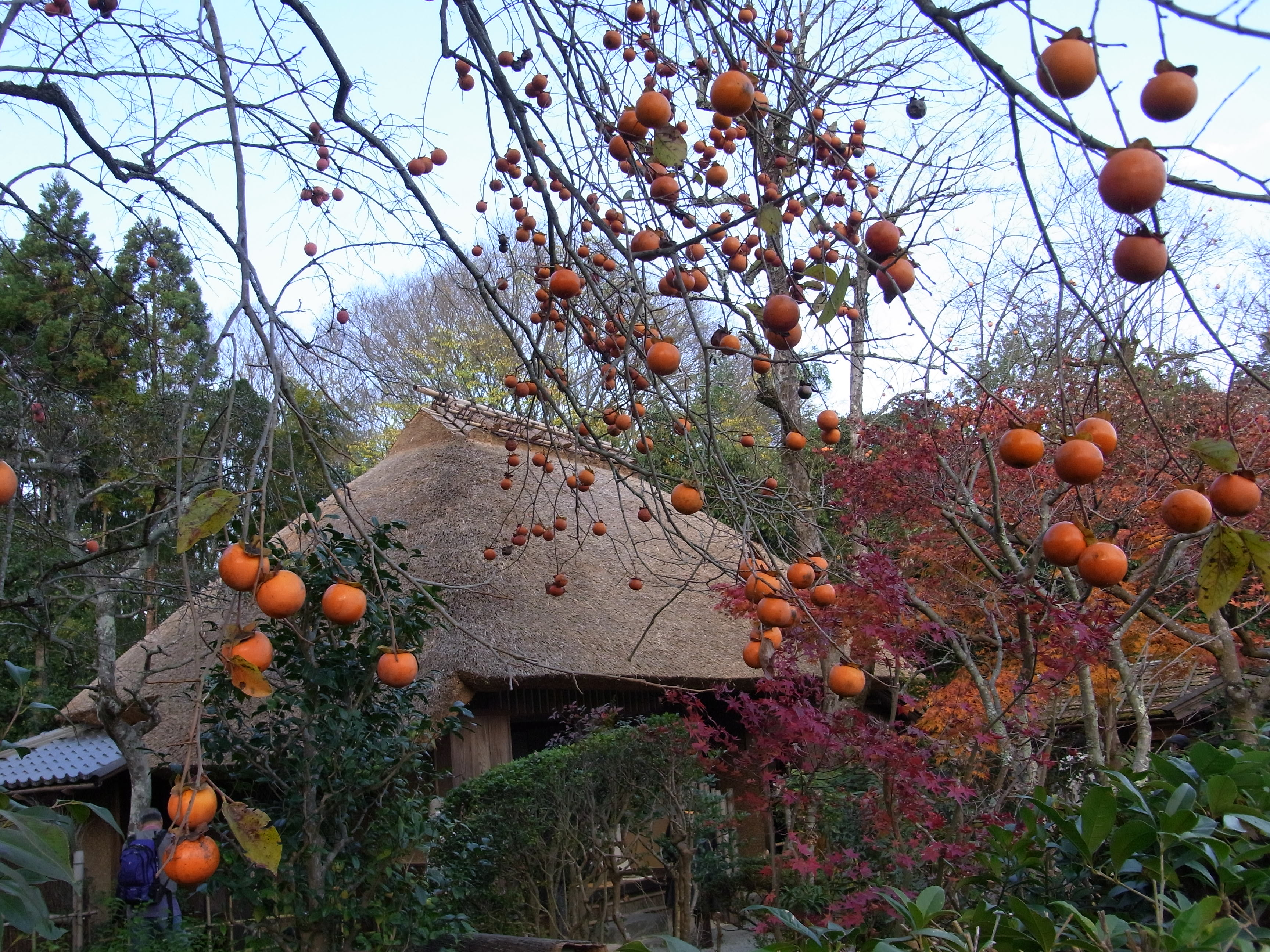
落柿舎（2009年11月26日撮影）

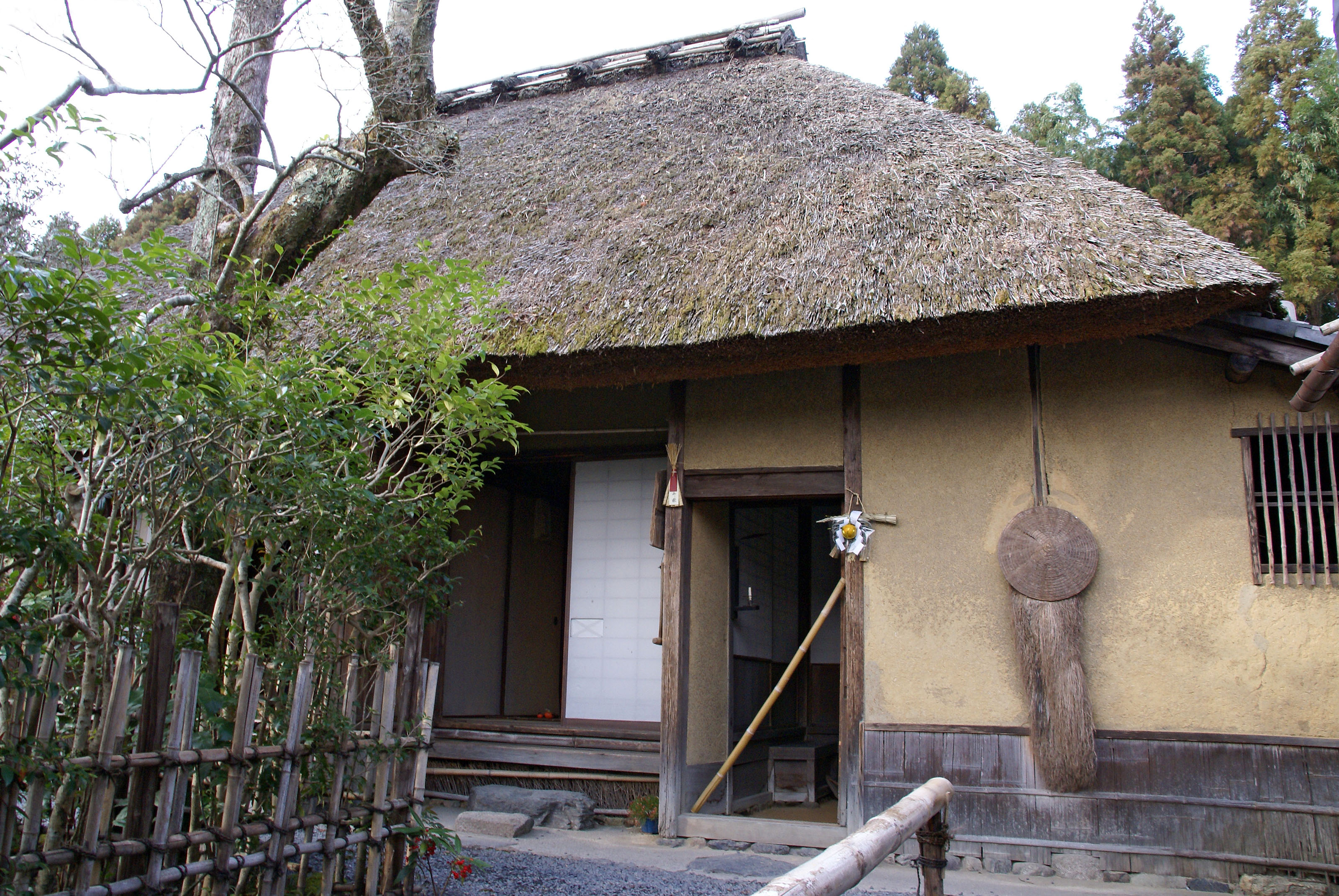
玄関

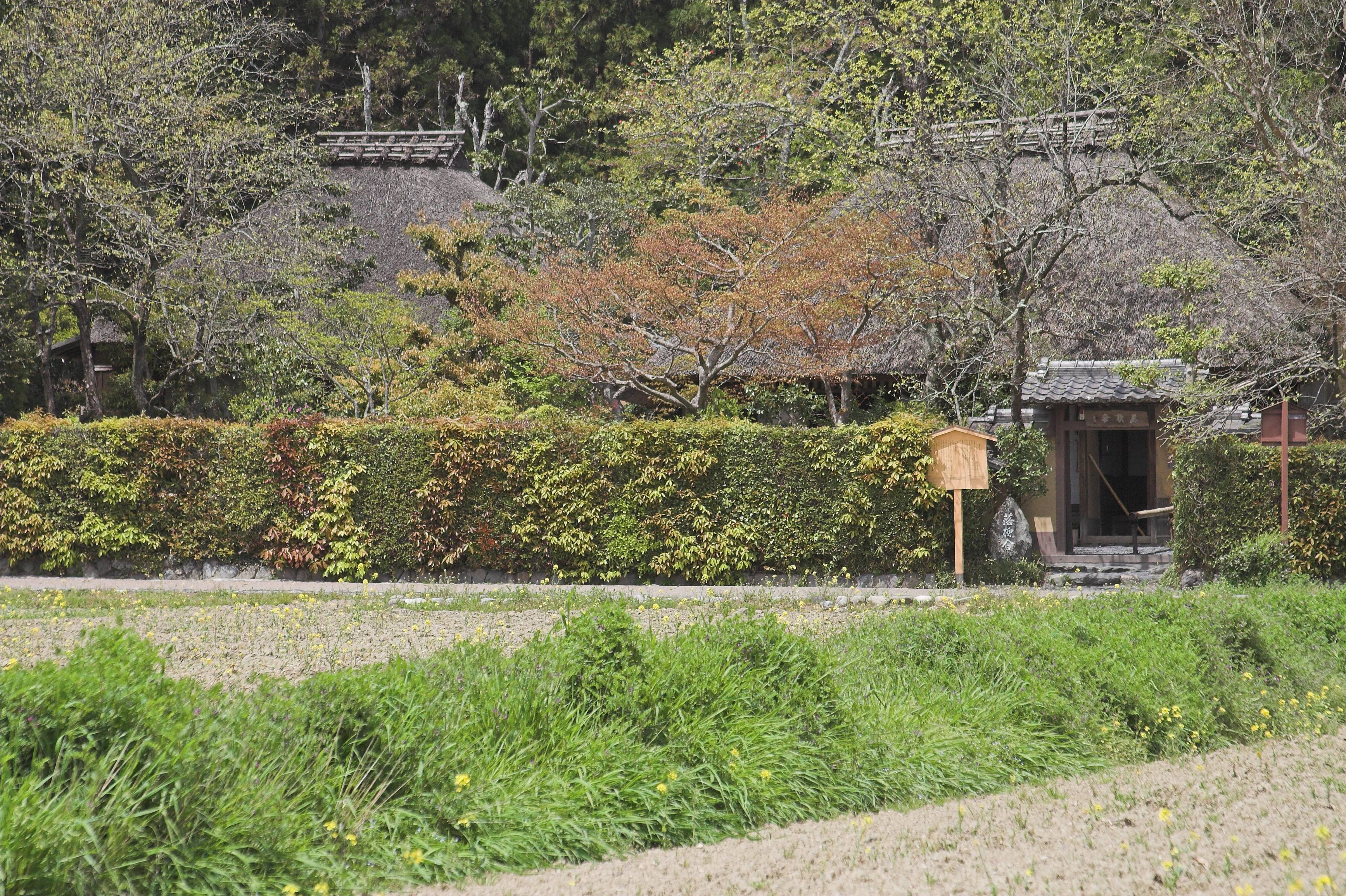
全景

落柿舎（らくししゃ）は、京都市右京区の嵯峨野にある草庵である。松尾芭蕉の弟子・向井去来の別荘として使用されていた場所であり、その名の由来は、庵の周囲の柿が一夜にしてすべて落ちたことによる。芭蕉も3度訪れ滞在をし、『嵯峨日記』を著した場所としても知られている。

## 名前の由来
去来がこの草庵について書いた『落柿舎ノ記』がある。
庵の庭には40本の柿の木があり、日頃去来は人にこの庵の管理を任せていた。ある時（1689年（元禄2年）頃）、去来がちょうど在庵中に、都から柿を扱う老商人が訪ねてきて、庭の柿を一貫文を出して買い求めたので、去来は売る約束をして代金を受け取った。しかしその夜、嵐が吹き、一晩にして柿がすべて落ちてしまった。翌朝来た老商人がこの有様に呆然としつつ、代金を返してくれるよう頼み込み、去来はこれを不憫に思って柿の代金を全額返した。この老商人が帰るにあたって去来は友人あての手紙を託し、その中で自ら「落柿舎の去来」と称したという。

## 歴史
去来は、貞享2-3年（1685年 - 1686年）ころに、嵯峨野にあったこの庵を入手した（なお、去来の当時の庵の正確な場所は不明である）。もともと豪商が建築したものである。
芭蕉は、1689年（元禄2年）以来3度にわたってこの庵を訪れた。とくに1691年（元禄4年）には4月18日から5月4日までと長く滞在し、『嵯峨日記』を著した。このほか、野沢凡兆とその妻・羽紅（うこう）、去来が訪ねてきて一つの蚊帳で5人が一緒に寝たりしている。
現在の庵は、1770年（明和7年）に俳人・井上重厚（嵯峨出身で、去来の親族でもある）により再建されたものである。この場所は弘源寺の跡であった。また明治初年にも再興されている。現在の庵の裏手には去来の墓がある。
現在は、公益財団法人落柿舎保存会によって保存・運営がなされている。2008年（平成20年）12月1日から2009年（平成21年）9月末まで庵の大規模な修復工事が行なわれた。

## 句会席
申込制で次庵が句会席として利用できるようになっている。
- 時間:13時〜16時
- 料金:入庵料込で700円(5名以上20名まで)

## 文芸・歌曲の中での言及
フォークデュオ・タンポポの楽曲「嵯峨野さやさや」（1975年）の2番で「雨の落柿舎 たんぼ道」と歌われている。

## 所在地
- 京都府京都市右京区嵯峨小倉山緋明神町20

## 交通アクセス
- 嵯峨嵐山駅徒歩15分
- 市バス・京都バス 嵯峨小学校前より徒歩10分

## ギャラリー

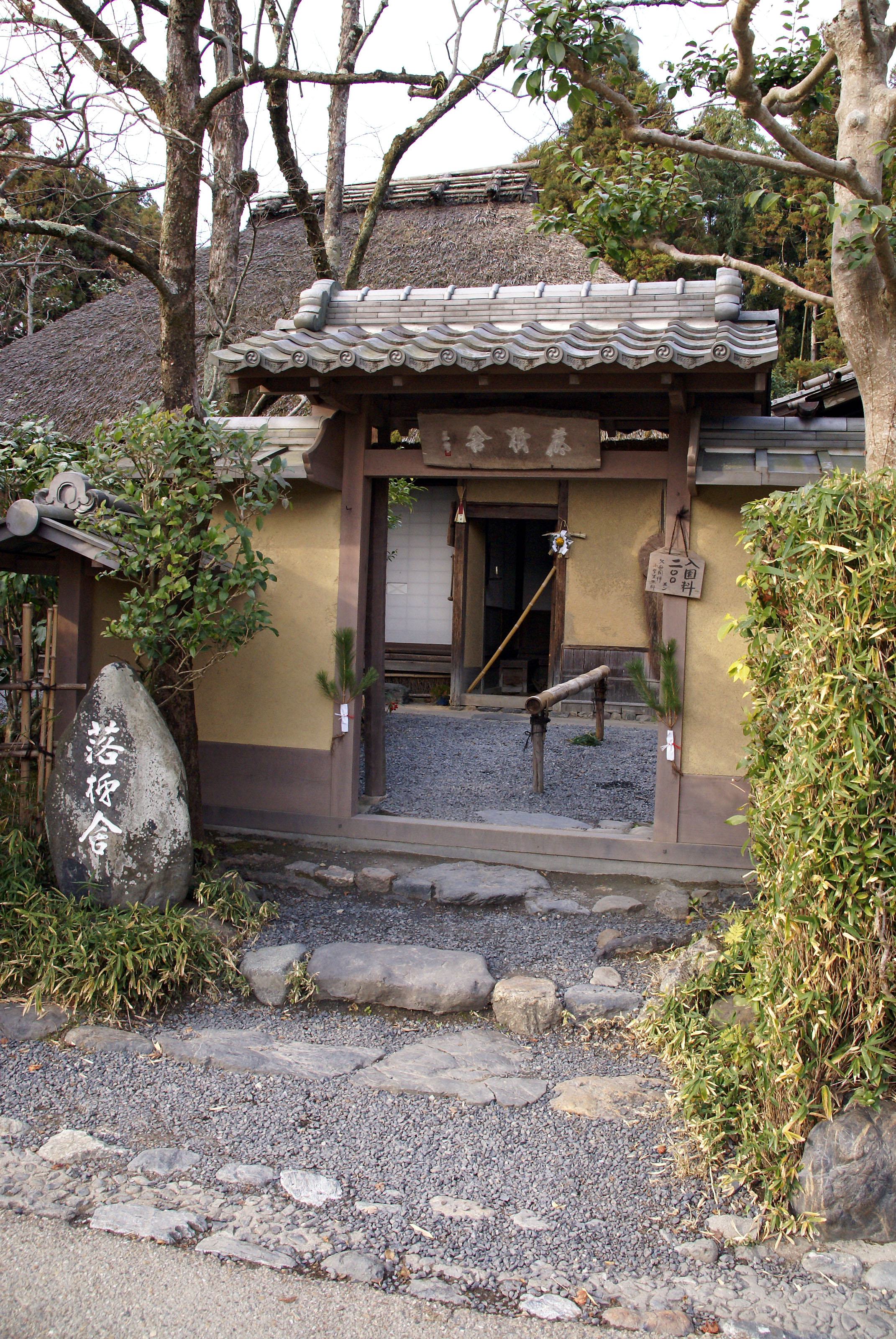
門
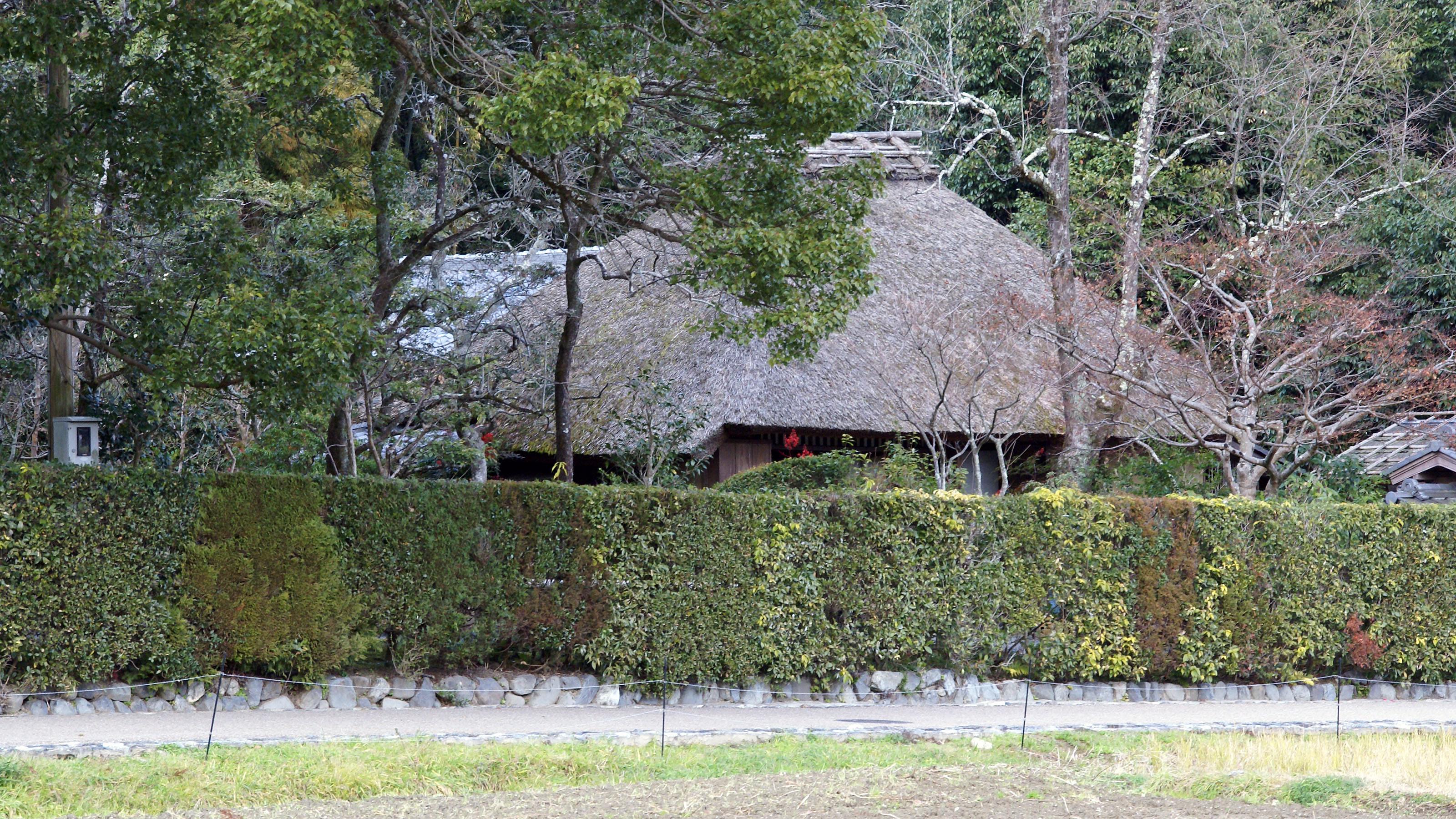
全景